# Camillo Valerian Susan
Camillo Valerian Susan (* 11. November 1861 in Wels, Oberösterreich; † 26. März 1959 in Wien) war ein österreichischer Lyriker, Essayist und Kritiker.
Camillo Valerian Susan wurde als Sohn von Friedrich Susan, einem k. u. k. Hauptmann und Amalie, Gräfin und Tochter des Josef Alberti de Poia, in Wels geboren. Er verwaiste früh und verbrachte seine Jugend bei fremden Menschen. Nachdem er das Gymnasium in Linz absolviert hatte, studierte er an der Universität Wien klassische Philologie, wo er im Februar 1895 zum Doktor der Philosophie promovierte. Später arbeitete er an der Bibliothek des Innenministeriums in Wien, wo er 1909 zum Bibliotheksdirektor ernannt wurde.
Susan stand mit der Schriftstellerin und Heimatdichterin Susi Wallner vermutlich persönlich in Verbindung, als er noch zu ihren Lebzeiten 1931 ihre Biografie verfasste.
Im Alter von 98 Jahren starb der Lyriker Camillo Valerian Susan 1959 in Wien. Seine letzte Ruhestätte befindet sich am Sieveringer Friedhof.

## Werke (Auswahl)
- Friede sei mit Euch!, (Dichtung) 1891
- Mit bunten Schwingen, (Gedichte) 1905
- Rosen am Fenster. Erzählungen, Berlin 1908, Verlag F. Fontane
- Kurzbiografie Susi Wallner, Regensburg 1931, Der Volksbote 42 (1931), p146–158